# AFAS Stadion
Az AFAS Stadion egy többrendeltetésű stadion Alkmaarban, Hollandiában. Jelenleg leginkább labdarúgó-mérkőzések rendezésére használják, és ez a hazai stadionja az AZ Alkmaarnak. Befogadóképessége 17 023 fő, és hivatalosan 2006. augusztus 4-én nyitották meg egy barátságos mérkőzésen az Arsenal ellen. Az AZ elveszítette a mérkőzést 3:0-ra. A stadionban Gilberto Silva szerezte az első gólt.
Az AFAS Stadion a klub korábbi pályáját, az Alkmaarderhoutot cserélte fel. A főtribünjét Victorie Tribune-nek hívják, amelyet a fanatikus szurkolók Van der Ben Tribune-nek (Ben oldala) hívnak, a másik kapu mögötti lelátót Westzijde-nek, és a főtribünnel szembelévő lelátót Molenaar Tribune-nek nevezik.
A létesítmény hivatalos neve AFAS Stadion, de néhány szurkoló Victorie Stadionnak hívja, a név a Spanyolország feletti győzelemre utal a Németalföldi szabadságharcban.
2019 augusztus 10-én az erős széltől a stadion tetejének egy része leszakadt.